# Sulfalen
Sulfalenul (denumit și sulfametopirazină) este o sulfamidă, fiind utilizat în tratamentul unor forme de malarie și al infecțiilor de tract urinar. Mai este utilizat doar în câteva state.